# 下車
| ウィキペディアには「下車」という見出しの百科事典記事はありません（タイトルに「下車」を含むページの一覧/「下車」で始まるページの一覧）。 代わりにウィクショナリーのページ「下車」が役に立つかもしれません。 |